# Johan Passave-Ducteil
Johan Passave-Ducteil, né le 13 juillet 1985 à Noisy-le-Grand, en Seine-Saint-Denis, est un joueur français de basket-ball. Il évolue au poste de pivot.

## Biographie
Le 16 mai 2014, il fait partie de la liste des vingt-quatre joueurs pré-sélectionnés pour la participation à la Coupe du monde 2014 en Espagne. Mais, il ne fait pas partie de la liste des dix-sept joueurs annoncée le 13 juin.
À la fin de la saison régulière 2014-2015, il souffre d'une rupture des ligaments croisés du genou droit et doit manquer les playoffs.
Le 11 juin 2015, il annonce son départ de Nanterre sur Instagram après cinq années dans l'équipe.
De 2014 à 2018, il est président du Syndicat national des basketteurs. Depuis 2016, il est vice-président de la Fédération Nationale des Associations et des Syndicats de Sportifs, le syndicat des footballeurs, rugbymen, basketteurs, handballeurs et cyclistes.
De 2020 à 2022, Passave-Ducteil joue au  Portel en tant que remplaçant. Le club se maintient en première division à l'issue de la saison 2021-2022 grâce à une phase des matchs retours très réussie.

## Palmarès

### En club
- Champion de Pro B en 2011 avec Nanterre.
- Champion de Pro A en 2013 avec Nanterre.
- Vainqueur de la Coupe France 2013-2014 en Pro A Avec la JSF Nanterre.
- Vainqueur du Trophée des Champions 2014-2015 en Pro A avec la JSF Nanterre.
- Vainqueur Eurochallenge 2015 avec la JSF Nanterre[8].
- Vainqueur du Match des Champions 2017 avec Nanterre 92

### Distinctions personnelles
- Participation au All-Star Game LNB : 2013, 2014